# Lenguas caspias
Las lenguas caspias constituyen una rama de las lenguas iranias noroccidentales habladas en el norte de Irán, al sur del mar Caspio.

## Lenguas
Las lenguas caspias incluyen:
- Gilaki (dialectos: occidental y oriental)
- Mazanderaní (Tabari) (dialecto gorgani)
- Shahmirzadi

El talish es también una lengua irania clasificada inicialmente como lengua caspia aunque parece que pertenecería a un subgrupo de lenguas iranias noroccidentales diferente. El antiguo deylami (o deylemi) hablado entre los siglos X y XIV en las regiones montañosas de las provincias de Guilán, Mazandarán y Ghazvin podría ser una lengua diferente o tal vez una variedad antigua de mazandaraní.